# 適者生存 (小說)
《適者生存》（英語：Survivor Type）是一部由史蒂芬·金於1982年在短篇小說集《恐懼》上所連載的短篇小說，並於1985年收錄在短篇小說集《史蒂芬·金的故事販賣機》內。此故事分別於2011年及2012年改編成電影短片。

## 故事簡介
故事主角是一名外科醫生，在一次航海行程中，船隻觸礁，醫生獨自流落到荒島上。起初，醫生還可以捕捉野生海鷗果腹，後來醫生的腳扭傷了，再也捉不到海鷗，餓得太久，他開始出現幻覺等問題，於是他切除了自己扭傷的腳，一來避免傷口腐爛感染，二來以自己的肉果腹，隨著日子逝去，他身上可以切的地方都所剩無幾，但仍然沒有人到荒島救出主角。